# Ингибьёрг Соульрун Гисладоуттир
Ингибьёрг Соульрун Гисладоуттир (исл. Ingibjörg Sólrún Gísladóttir; род. 31 декабря 1954, Рейкьявик) — исландский политический и государственный деятель. Член партии «Социал-демократический альянс». Заместитель Специального представителя Генерального секретаря по Ираку по политическим вопросам и оказанию помощи в проведении выборов с марта 2021 года. В прошлом — директор Бюро по демократическим институтам и правам человека ОБСЕ (2017—2020), министр иностранных дел Исландии (2007—2009), мэр города Рейкьявик (1994—2003). Депутат альтинга в 2007—2009 годах.

## Биография
Родилась 31 декабря 1954 года в Рейкьявике.
В 1974 году окончила среднюю школу в Тьёднин (MT) в Рейкьявике.
В 1979 году получила степень бакалавра Исландского университета в области истории и литературы. Получала послевузовское образование по истории в Копенгагенском университете. В 1981 году вернулась в Исландию, в 1983 году получила степень магистра (cand.mag.) Исландского университета в области истории.
В 1982 году выступила одной из основательниц Партии женщин (KL). В 2000 году Партия женщин вошла в Социал-демократический альянс.
В 1994 году избрана мэром Рейкьявика.
В 2004 году ушла из политики и стала научным сотрудником Европейского института Лондонской школы экономики (LSE).
В 2005 году избрана председателем партии Социал-демократический альянс. 28 марта 2009 года новым председателем на её место избрана Йоханна Сигурдардоуттир.
По результатам парламентских выборов 2007 года избрана депутатом альтинга в избирательном округе Южный Рейкьявик.
24 мая 2007 года назначена министром иностранных дел Исландии во втором кабинете под руководством премьер-министра Гейра Хаарде, сменила Вальгердюр Сверрисдоуттир. Правительство ушло в отставку из-за Кастрюльной революции на фоне финансового кризиса 2008—2011 годов. Её сменил Эссюр Скарпхьединссон.
С 2011 по 2014 год являлась представителем Структуры ООН по вопросам гендерного равенства и расширения прав и возможностей женщин («ООН-женщины») в Афганистане. С 2014 года — представитель «ООН-женщины» в Турции, региональный директор «ООН-женщины» в странах Европы и Центральной Азии.
19 июля 2017 года назначена на должность директора Бюро по демократическим институтам и правам человека (БДИПЧ) ОБСЕ на трёхлетний период, сменила Михаэля Георга Линка. После завершения срока её полномочий Эди Рама назначил временно исполняющей обязанности директора БДИПЧ первого заместителя директора БДИПЧ Катаржину Гардапхадзе. 4 декабря 2020 года директором БДИПЧ назначен Маттео Мекаччи.
В 2021 году назначена Генеральным секретарём Организации Объединенных Наций Антониу Гутерришем заместителем Специального представителя Генерального секретаря по Ираку по политическим вопросам и оказанию помощи в проведении выборов Миссии ООН по оказанию содействия Ираку (МООНСИ) под руководством Жанин Хеннис-Плассхарт. Сменила 2 марта Элис Уолпол.
Является членом Nordic Women Mediators (NWM).
Владеет исландским, английским, французским и датским языками.

## Личная жизнь
Замужем за Хьёрлейфюром Свейнбьёрнссоном (Hjörleifur Sveinbjörnsson), лектором и переводчиком китайского языка. У них двое сыновей.